# St-Didier (Avignon)

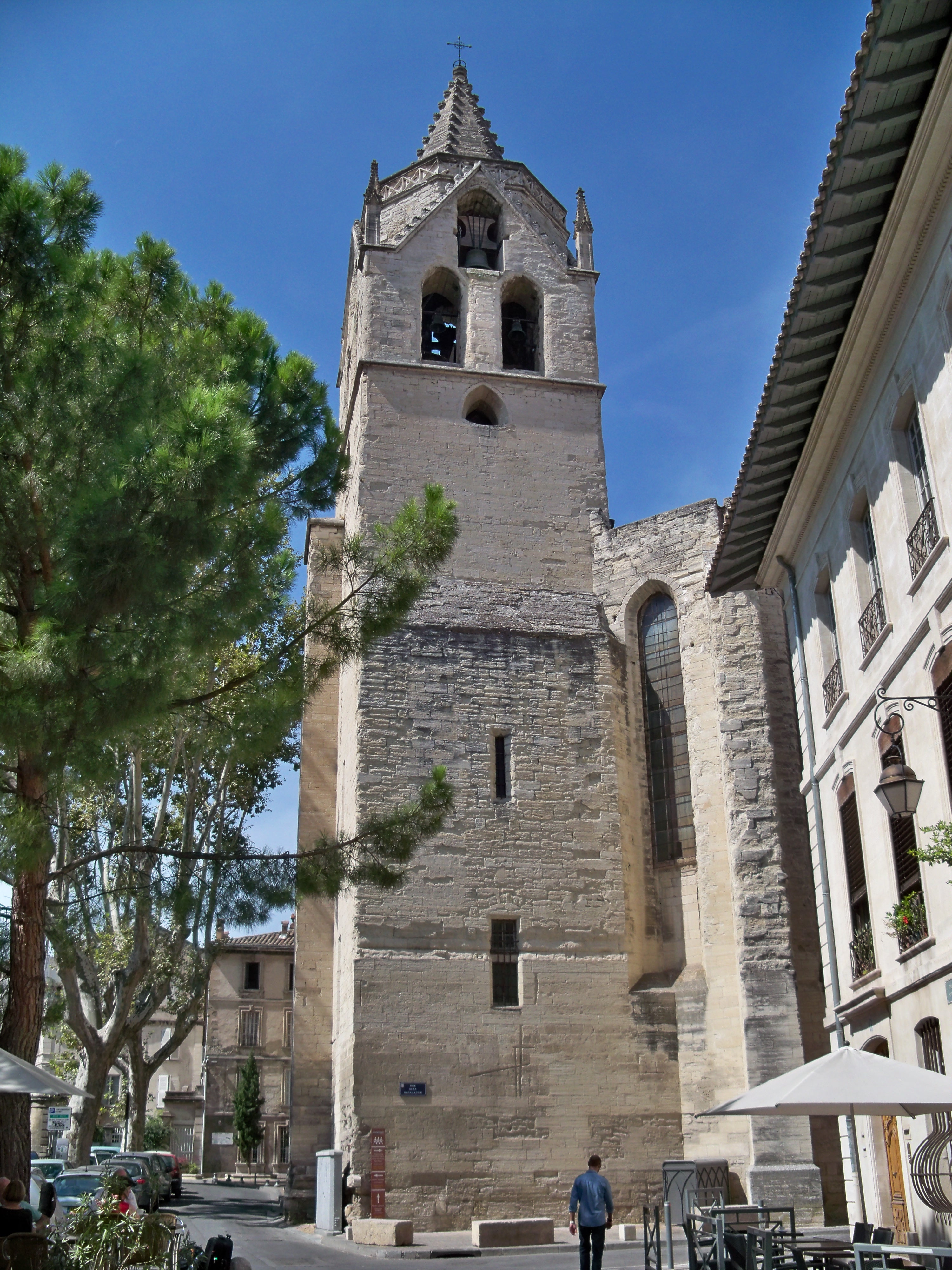
Saint-Didier, Turm

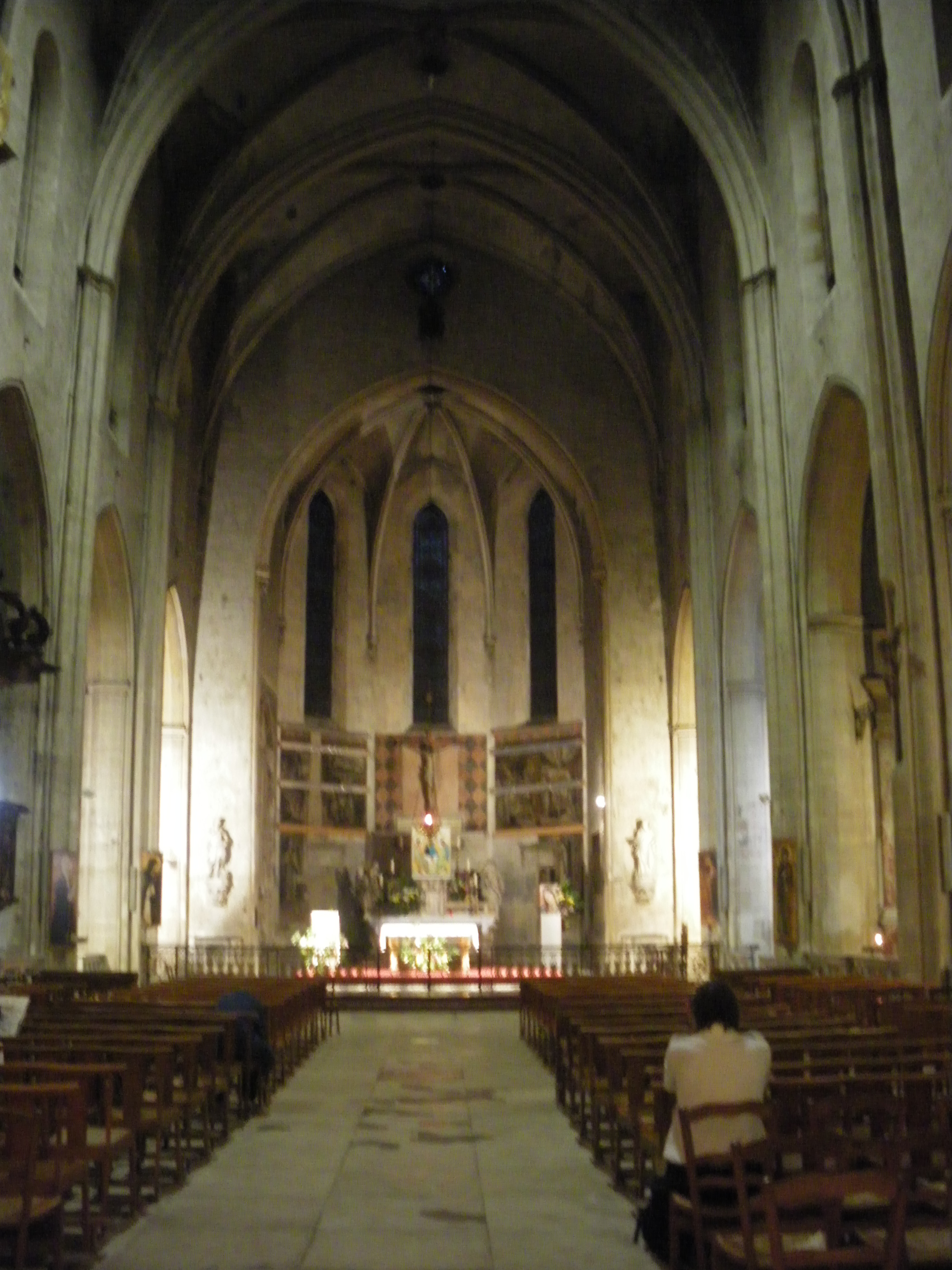
Innenansicht

Die ehemalige Stiftskirche Saint-Didier (St. Desiderius) ist ein bedeutendes Bauwerk der Gotik in der Altstadt von Avignon (Frankreich). Namensgeber der Kirche ist der heilige Desiderius von Langres.

## Geschichte
Saint-Didier wurde ab 1356 als Kirche des gleichnamigen Kollegiatstifts erbaut und bereits am 20. September 1359 geweiht. Sie ersetzte einen älteren Bau, der dem Repräsentationsanspruch der Residenzstadt der Päpste nicht mehr entsprach. Kardinal Bertrand de Déaulx († 1355) hatte einen Teil seines Nachlasses für den Neubau bestimmt. Leitender Architekt war Jacques Alasaud, der zuvor maßgeblich am Bau des Avignoner Papstpalasts beteiligt war. Beiden Gebäuden ist der flächig-quadrische und dekorationsarme Stil gemeinsam.

## Architektur
Saint-Didier hat die für ihre Zeit ungewöhnliche Form einer Wandpfeilerkirche. Den Hauptraum überspannt ein Kreuzrippengewölbe. Die Stelle von Seitenschiffen vertreten Kapellenräume auf beiden Seiten der sechs Langhaus-Joche. Den Ostabschluss bildet ein polygonaler Chor mit dem Hochaltar. Der von außen gedrungen und karg erscheinende Bau zeigt nur am Glockengeschoss und Helm des südlich an den Chor angefügten Turms Schmuckelemente.

## Ausstattung
Von der originalen Kirchenausstattung wurden in neuerer Zeit Teile von Wandgemälden mit Passionsdarstellungen freigelegt. Die Kanzel zeigt spätgotischen Flamboyant-Stil. Ein Altarretabel aus Sandstein mit der Kreuztragung Christi und zahlreichen Begleitfiguren im Halbrelief wurde um 1480 von Francesco Laurana geschaffen und zählt zu den frühesten Werken der Renaissancekunst in Frankreich.

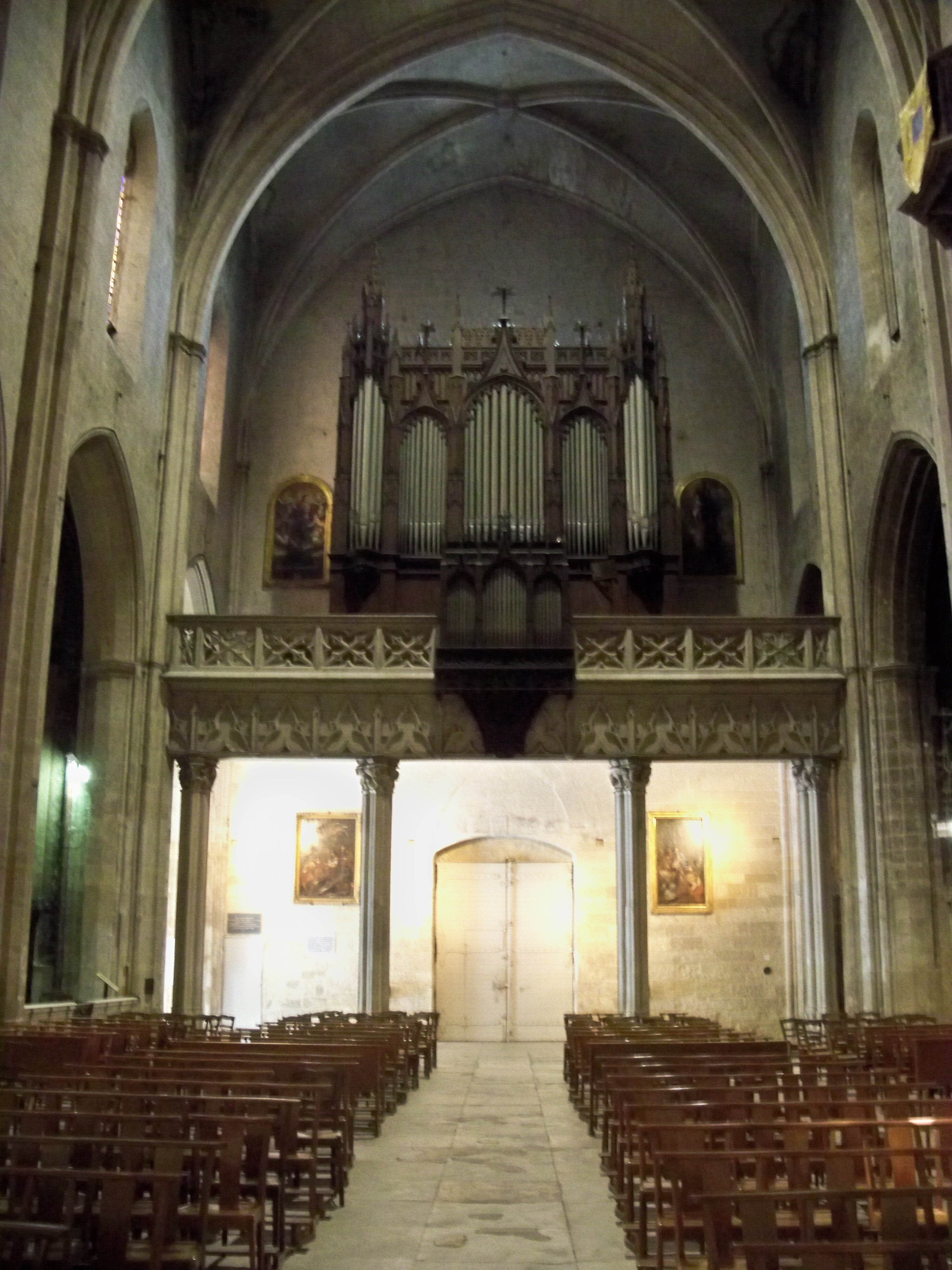
Blick auf die Orgel

### Orgel
Die Orgel wurde 1891 von dem Orgelbauer François Mader in einem neugotischen Gehäuse erbaut. In den Jahren 2005–2006 wurde das Instrument durch den Orgelbauer Jean Deloye restauriert. Das Instrument hat 32 Register auf drei Manualen und Pedal. Die Spiel- und Registertrakturen sind mechanisch.
| I Grand Orgue C–g3 |                  |     |
| 1.                 | Bourdon          | 16′ |
| 2.                 | Montre           | 8′  |
| 3.                 | Bourdon          | 8′  |
| 4.                 | Flûte harmonique | 8′  |
| 5.                 | Grosse flûte     | 8′  |
| 6.                 | Prestant         | 4′  |
| 7.                 | Doublette        | 2′  |
| 8.                 | Plein-jeu IV     |     |
| 9.                 | Cymbale II       |     |
| 10.                | Sesquialtera II  |     |
| 11.                | Basson           | 16′ |
| 12.                | Trompette        | 8′  |
| 13.                | Clairon          | 4′  |

| II Positif C–g3 |          |        |
| 14.             | Montre   | 8′     |
| 15.             | Bourdon  | 8′     |
| 16.             | Prestant | 4′     |
| 17.             | Nasard   | 2 ⁄3′  |
| 18.             | Tierce   | 1 3⁄5′ |
| 19.             | Cromorne | 8′     |

| III Recit expressif C–g3 |                   |    |
| 20.                      | Principal         | 8′ |
| 21.                      | Flûte traversière | 8′ |
| 22.                      | Voix céleste      | 8′ |
| 23.                      | Salicional        | 4′ |
| 24.                      | Flûte octaviante  | 4′ |
| 25.                      | Doublette         | 2′ |
| 26.                      | Fourniture II     |    |
| 27.                      | Trompette         | 8′ |
| 28.                      | Basson-Hautbois   | 8′ |
| 29.                      | Voix Humaine      | 8′ |

| Pedalier C–d1 |               |     |
| 30.           | Flûte ouverte | 16′ |
| 31.           | Flûte ouverte | 8′  |
| 32.           | Bombarde      | 16′ |